# Bianca Williams
Pour les articles homonymes, voir Williams.
Bianca Williams (née le 18 décembre 1993) est une athlète britannique, spécialiste des épreuves de sprint.

## Biographie
En 2014, elle remporte la médaille d'argent du relais 4 × 200 mètres lors des premiers relais mondiaux de l'IAAF, à Nassau aux Bahamas, en compagnie d'Anyika Onuora, Desiree Henry et Asha Philip. L'équipe du Royaume-Uni établit à cette occasion un nouveau record national en 1 min 29 s 61. Elle participe fin juillet aux Jeux du Commonwealth, à Glasgow, et se classe troisième du 200 mètres, derrière Blessing Okagbare et Jodie Williams.
Le 10 juillet 2016, elle remporte la médaille d'argent des Championnats d'Europe d'Amsterdam au sein du relais 4 x 100 m en 42 s 45, largement devancée par les Pays-Bas (42 s 04).

## Palmarès
| Date | Compétition                       | Lieu        | Résultat | Épreuve   | Temps                    |
| ---- | --------------------------------- | ----------- | -------- | --------- | ------------------------ |
| 2014 | Relais mondiaux de l'IAAF         | Nassau      | 5e       | 4 × 100 m | 42 s 75                  |
| 2014 | Relais mondiaux de l'IAAF         | Nassau      | 2e       | 4 × 200 m | 1 min 29 s 61            |
| 2014 | Jeux du Commonwealth              | Glasgow     | 3e       | 200 m     | 22 s 58                  |
| 2014 | Jeux du Commonwealth              | Glasgow     | 3e       | 4 × 100 m | 43 s 10                  |
| 2014 | Championnats d'Europe             | Zürich      | 4e       | 200 m     | 22 s 68                  |
| 2015 | Relais mondiaux de l'IAAF         | Nassau      | 3e       | 4 × 100 m | 42 s 84                  |
| 2015 | Championnats d'Europe par équipes | Tcheboksary | 2e       | 200 m     | 23 s 16                  |
| 2016 | Championnats d'Europe             | Amsterdam   | 2e       | 4 x 100 m | 42 s 45                  |
| 2018 | Jeux du Commonwealth              | Gold Coast  | 6e       | 200 m     | 23 s 06                  |
| 2018 | Jeux du Commonwealth              | Gold Coast  | 1re      | 4 x 100 m | 42 s 46                  |
| 2018 | Coupe du monde                    | Londres     | 1re      | 4 x 100 m | 42 s 52                  |
| 2018 | Championnats d'Europe             | Berlin      | 6e       | 200 m     | 22 s 88                  |
| 2018 | Championnats d'Europe             | Berlin      | 1re      | 4 x 100 m | 41 s 88                  |
| 2018 | Coupe continentale                | Ostrava     | 2e       | 4 x 100 m | 42 s 55                  |
| 2019 | Championnats d'Europe par équipes | Bydgoszcz   | 3e       | 4 x 100 m | 43 s 46                  |
| 2022 | Jeux du Commonwealth              | Birmingham  | 1re      | 4 x 100 m | 42 s 41                  |
| 2023 | Jeux européens                    | Chorzów     | 3e       | 200 m     | 22 s 75                  |
| 2023 | Championnats du monde             | Budapest    | 3e       | 4 x 100 m | 41 s 97                  |
| 2024 | Relais mondiaux                   | Nassau      | 3e       | 4 × 100 m | 42 s 80                  |
| 2024 | Jeux olympiques                   | Paris       | 2e       | 4 × 100 m | Participation aux séries |

## Records
| Épreuve | Temps   | Lieu     | Date         |
| ------- | ------- | -------- | ------------ |
| 100 m   | 11 s 17 | Genève   | 14 juin 2014 |
| 200 m   | 22 s 45 | Budapest | 24 août 2023 |